# Szegedy János

A mezőszegedi Szegedy család címere

Mezőszegedi Szegedy János (Kőszeg, 1741. február 5. – Felsőörs, 1806. április 21.) jezsuita rendi pap, vasvár—szombathelyi kanonok, felsőőrsi prépost.

## Élete
A dunántúli köznemesi származású mezőszegedi Szegedy család sarjaként született. Szülei mezőszegedi Szegedy János táblabíró és Majthényi Polixénia voltak. Gimnáziumi tanulmányait Kőszegen végezte, majd filozófiát az 1757—1759 években a nagyszombati a Jézus-társaság iskoláiban végezte. Utóbbi helyen a kongregációnak titkára volt, s prézese, majd 1760-tól a kalocsai szeminárium növendéke lett.
1764-ben gróf németújvári Batthyány József, kalocsai érsek, a későbbi hercegprímás magához vette és először udvari káplánná, majd érseki szertartóvá nevezte ki. Három év után, 1769-ben, pedig a kegy urasága alá tartozó Vas vármegyei rohonci plébániát adományozta neki. 1769-ben a vasvár—szombathelyi társaskáptalan tiszteletbeli kanonokjává és szentszéki tanácsossá nevezte ki gróf Zichy Ferenc győri püspök, majd 1772-ben rohonci esperessé nevezte ki. 1777. november 7-én Mária Terézia magyar királynő a hat tagúvá bővített vasvár—szombathelyi székeskáptalan utolsó stallumát neki adományozta. 1780 novemberében a felsőörsi javadalmas prépost lett.